# Song and Dance
Song and Dance ist ein Musical von Andrew Lloyd Webber (Musik) und Don Black (Texte). Bemerkenswert daran ist, dass der erste Akt (Song) des Werkes komplett gesungen wird, während der zweite Akt (Dance) hauptsächlich aus Tanzdarbietungen besteht.

## Inhalt
Der erste Teil des Werks besteht aus dem bereits 1979 von Webber komponierten Liederzyklus Tell Me On a Sunday, der die Geschichte einer zunächst namenlosen jungen Engländerin erzählt, die in New York und Kalifornien auf der Suche nach der Liebe ist. Dieser Teil des Musicals stellt eine so genannte „One-Woman-Show“ dar: Die weibliche Hauptrolle bildet das Zentrum der Handlung, singt alle Songs und ist ununterbrochen auf der Bühne präsent. 
Den zweiten Teil bilden die Variations, ursprünglich ein Cello-Konzert, das Andrew Lloyd Webber 1978 für seinen Bruder Julian Lloyd Webber komponiert hatte (Variationen über Niccolò Paganinis berühmtes Thema von a-Moll-Caprice). Dies wird im Musical von einem Tanzensemble choreographisch in Szene gesetzt.
Beide Teile werden durch das Finale „When You Want To Fall In Love“, in dem die Hauptdarstellerin des ersten Akts zu einer Melodie des zweiten Akts (aus der 5. Variation) singt, zu einem abschließenden Fazit zusammengeführt. Dieser Song ist auch mit anderem Text als „Unexpected Song“ bekannt und wurde unter diesem Titel als Single veröffentlicht.

## Produktionen
Die Uraufführung des Musicals fand am 26. März 1982 im Palace Theatre im Londoner West End statt. Die weibliche Hauptrolle übernahm hier zunächst Marti Webb, die auch der Plattenaufnahme von Tell Me On a Sunday 1979 ihre Stimme geliehen hatte. Später spielte unter anderem Sarah Brightman diese Rolle. Die männliche Hauptrolle des Haupttänzers im zweiten Akt übernahm Wayne Sleep, der zuvor in der Premierenbesetzung von Cats Erfolge gefeiert hatte. Diese Inszenierung lief 781 Vorstellungen lang, bis zum 31. März 1984. 
Am 18. September 1985 fand die Broadway-Premiere am New Yorker Royale Theatre statt. Die hierfür verwendete überarbeitete Fassung schnitt jedoch mit 474 Vorstellungen nur mäßig erfolgreich ab. Immerhin gewann Bernadette Peters für ihre Rolle als Emma (der Name, der der weiblichen Hauptfigur in dieser Inszenierung erstmals gegeben wurde) einen Tony Award. 
Es folgten eine US-Tournee sowie mehrere internationale Produktionen. 
Die deutschsprachige Erstaufführung fand 1987 als Tourneeproduktion mit Angelika Milster in der Hauptrolle im Deutschen Theater München statt. Die deutsche Übersetzung stammte dabei von Michael Kunze.

## Musik
1. Akt (“Song”)
- Overture
- Take That Look Off Your Face
- Let Me Finish
- It's Not The End of The World // So Much to Do in New York*
- Letter Home
- Sheldon Bloom // English Girls*
- Capped Teeth and Caesar Salad
- You Made Me Think You Were In Love
- Capped Teeth and Caesar Salad (Reprise)
- It's Not The End of The World (If He's Younger) // So Much to Do in New York (II) *
- Second Letter Home
- The Last Man in my Life // Unexpected Song*
- Come Back with the Same Look in Your Eyes
- Let's Talk About You // Take That Look Off Your Face (Reprise)*
- Tell Me On a Sunday
- I Love New York
- I'm Very You, You're Very Me // So Much to Do in New York (III)*
- Married Man
- Third Letter Home
- Nothing Like You've Ever Known
- Let Me Finish (Reprise)
- Take That Look Off Your Face (Reprise)

* Titel in der Broadway-Version
2. Akt (“Dance”)
- Variations 1 - 23
- When You Want to Fall in Love (bzw. Unexpected Song, s. o.)